# Galería de Arte Moderno de Queensland
La Galería de Arte Moderno de Queensland (GoMA por sus siglas en inglés) es un museo de arte localizado en el South Bank de Brisbane, Queensland (Australia). La galería es parte del complejo Queensland Cultural Centre, que cuenta con filmoteca y biblioteca públicas.

## Historia
Abrió el 2 de diciembre de 2006 y es uno de los edificios más importantes de la ciudad. Ocupa 25 000 m² y es el museo de arte moderno y contemporáneo más extenso de Australia. Junto a ella se encuentra la Galería de Arte de Queensland (QAG por sus siglas en inglés), edificio situado a solo 150 metros de distancia. El centro cultural de Queensland también alberga la primera filmoteca que se construyó en Australia y la Biblioteca Estatal de Queensland, junto al río Brisbane. El edificio fue diseñado por la empresa de arquitectura de Sídney Architectus.
La primera compra de la galería fue hecha en 1895.

## Diseño

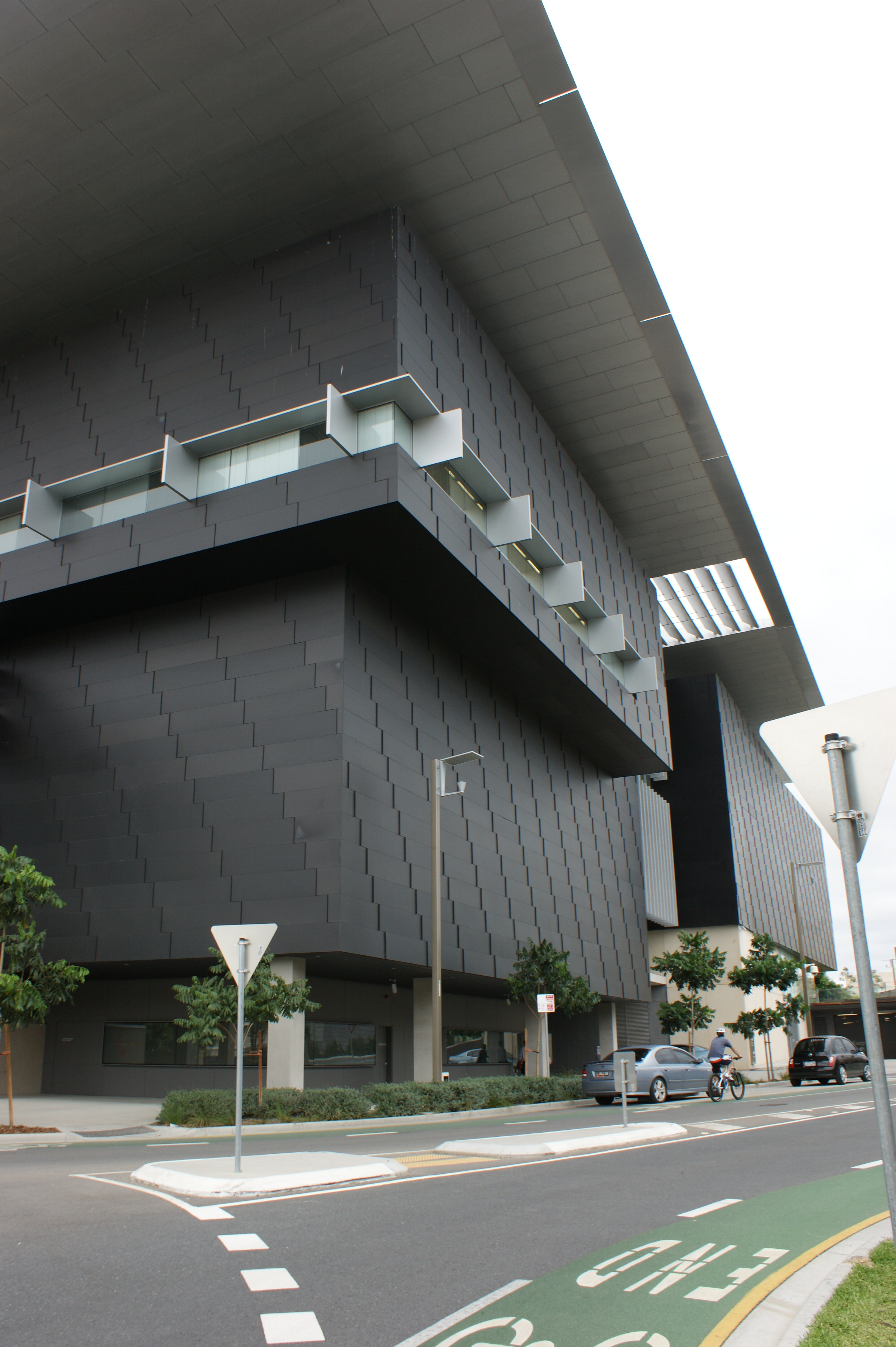
El diseño arquitectónico de la Galería buscaba la inserción del "pabellón en el paisaje".

En julio de 2002, el estudio de arquitectura Architectus con sede en Sídney, ganó el concurso convocado por el Gobierno de Queensland para diseñar el segundo edificio del Centro Cultural de Queensland, la Galería de Arte Moderno (GOMA). 
Un tema principal del pabellón es la conjunción de arquitectura y naturaleza. El despacho Architectus ha aprovechado el enclave, cerca del río, para crear un ambiente natural espléndido.

## Exposiciones

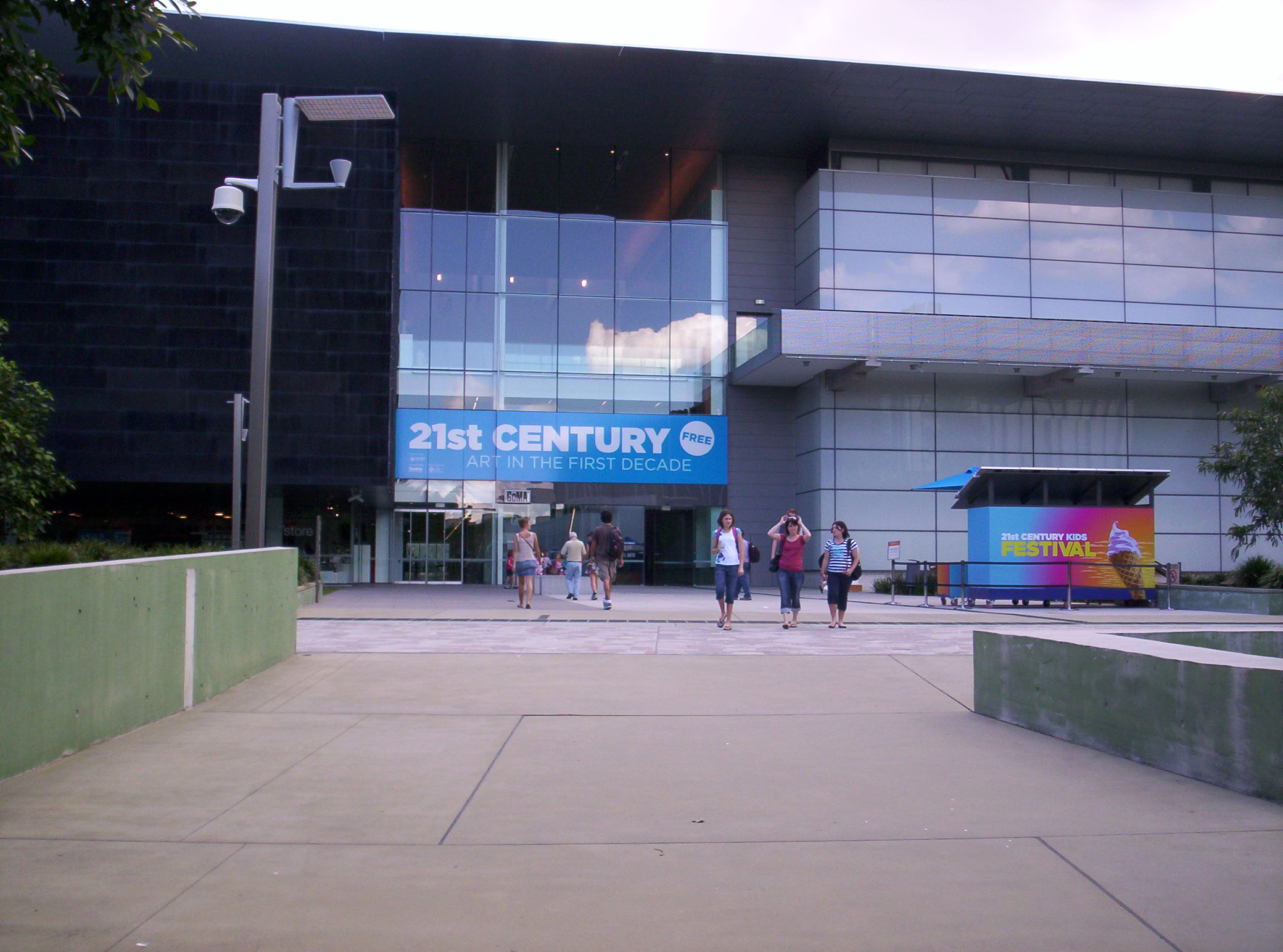
Entrada al GoMA durante la exposición "El siglo XXI: Arte en la primera década".

Exposiciones más importantes celebradas en el GoMA:
- Belleza futura: 30 años de moda japonesa (1 de noviembre de 2014-15 de febrero de 2015)
- Cai Guo-Qiang: descenso a la Tierra (23 de noviembre de 2013-11 de mayo de 2014)
- Henri Matisse: dibujando la vida (3 de diciembre de 2011-4 de marzo de 2012)
- Surrealismo: la poesía de los sueños (11 de junio-2 de octubre de 2011)
- Siglo XXI: arte en la primera década (18 de diciembre de 2010-26 de abril de 2011)[5]
- Valentino, retrospectivo: pasado / presente / futuro (7 de agosto-14 de noviembre de 2010)
- Ron Mueck (8 de mayo-1 de agosto de 2010)
- El Proyecto de China (28 de marzo-28 de junio de 2009)
- Australia contemporánea: optimismo (15 de noviembre de 2008-22 de febrero de 2009)
- Picasso y su colección (9 de junio-14 de septiembre de 2008)
- Andy Warhol (8 de diciembre de 2007-13 de abril de 2008)[6]

### Asia-Pacific Triennial de Arte Contemporáneo
La Galería de Arte Moderno (GoMA) ha sido anfitriona de la Asia-Pacific Triennial de Arte Contemporáneo, conjuntamente con la Galería de Arte de Queensland (QAG), desde su apertura en 2006.
- 8.ª Asia Pacific Triennial de Arte Contemporáneo (APT8) (noviembre de 2015-mayo de 2016)
- 7.ª Asia Pacific Triennial de Arte Contemporáneo (APT7) (8 de diciembre de 2012-14 de abril de 2013)[7]
- 6.ª Asia Pacific Triennial de Arte Contemporáneo (APT6) (5 de diciembre de 2009-5 de abril de 2010)
- 5.ª Asia Pacific Triennial de Arte Contemporáneo (APT5) (2 de diciembre de 2006-27 de mayo de 2007)